# 미콜라 올레슈크

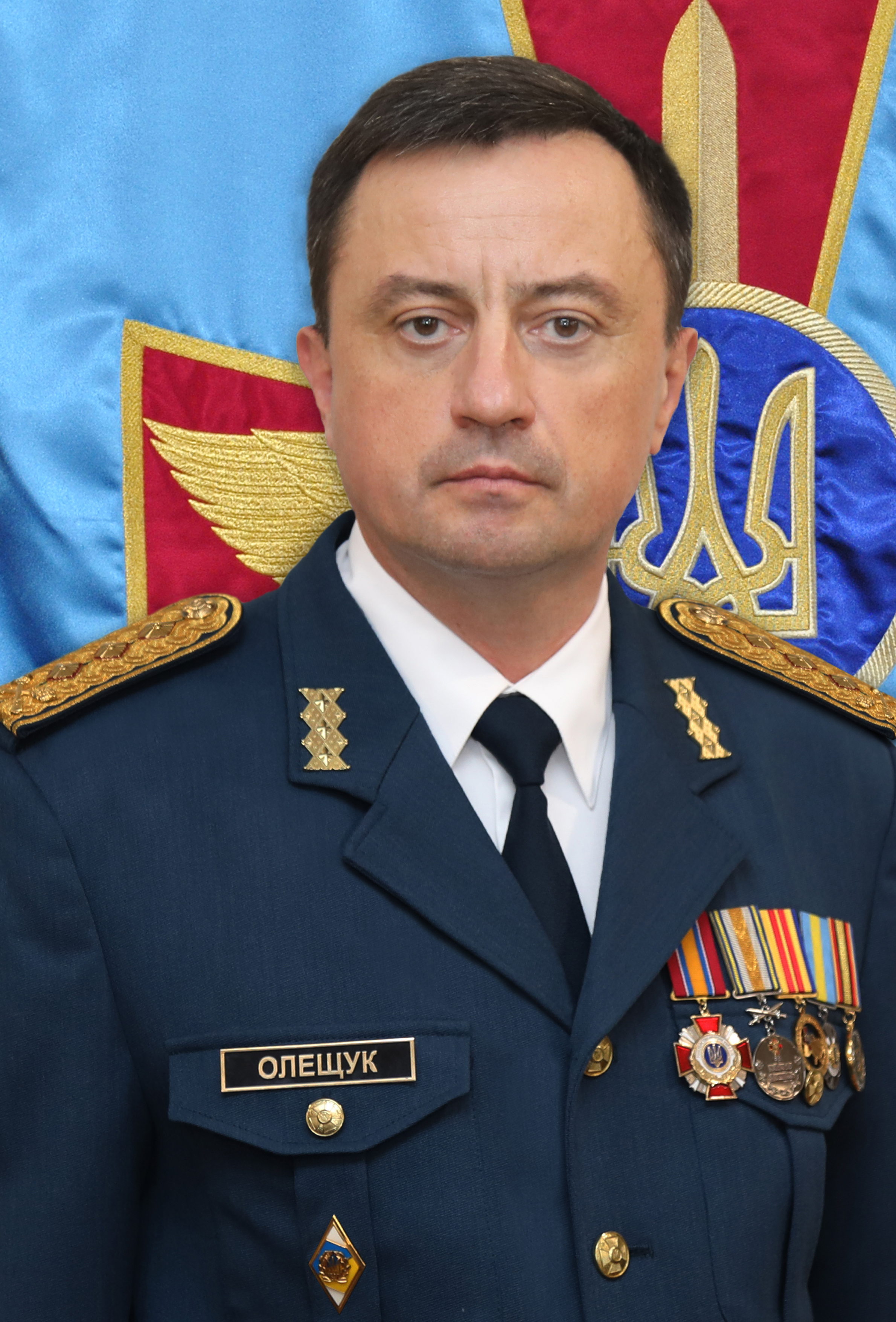

미콜라 올레슈크(우크라이나어: Микола Олещук, 본명: 미콜라 미콜라이오비치 올레슈크, Микола Миколайович ОлеЂук, 1972년 5월 25일 ~ )는 우크라이나의 중장으로 2021년부터 2024년까지 우크라이나 공군 사령관을 역임했다.

## 생애
1972년 5월 25일 루츠크에서 태어났다.
1994년 영국 지토미르 무선 기술 연구소(Zhytomyr Radio-Technical Institute)를 졸업했다. 2004년 하르키우 대학교를 우수한 성적으로 졸업했으며 2010년에는 우크라이나 이반 체르냐콥스키 국립국방대학교를 졸업했다. 우크라이나 공군에서 복무하는 동안 S-300 미사일 시스템을 전문적으로 연구했다.
2021년 8월 9일에 우크라이나 공군 사령관으로 임명되었다.
2021년 10월 14일에 중장으로 승진했다.
2024년 8월 30일, 8월 26일 F-16이 추락했다는 소식이 발표된 지 하루 만에 볼로디미르 젤렌스키 대통령에 의해 해고되었다.